# Saint-Pierre-sur-Doux
Saint-Pierre-sur-Doux är en kommun i departementet Ardèche i regionen Auvergne-Rhône-Alpes i sydöstra Frankrike. Kommunen ligger  i kantonen Satillieu som ligger i arrondissementet Tournon-sur-Rhône. År 2022 hade Saint-Pierre-sur-Doux 110 invånare.

## Befolkningsutveckling
Antalet invånare i kommunen Saint-Pierre-sur-Doux
Referens: INSEE